# Verena Hagedorn
Verena Hagedorn (* 2. Juli 1982 in Bonn) ist eine deutsche Fußballtrainerin und ehemalige -spielerin.

## Werdegang
Hagedorn begann ihre Karriere beim FC Geistingen. Über TuRa Hennef und dem FC Sankt Augustin wechselte sie zum TuS Köln rrh. Im Jahre 1999 wechselte sie schließlich zum Bundesligisten SC 07 Bad Neuenahr. Ein Jahr später wurde sie mit der U-18-Nationalmannschaft  Europameisterin. Wiederum ein Jahr später verteidigte sie mit der nunmehr als U-19-Nationalmannschaft firmierenden Auswahl den Titel erfolgreich. Am 8. September 2001 debütierte sie in der A-Nationalmannschaft im Spiel gegen Japan. In diesem Spiel gelang ihr das einzige Tor des Spiels. Im Sommer 2001 wurde sie mit der A-Nationalmannschaft bei der Europameisterschaft im eigenen Land Europameisterin. Insgesamt absolvierte sie bis 2003 dreizehn Länderspiele. Im Jahre 2005 wechselte sie rheinaufwärts zum FCR 2001 Duisburg, wo sie bis 2007 spielte. Mit Duisburg wurde sie 2006 und 2007 Vizemeisterin und stand 2007 im Pokalfinale.
Von September 2016 bis April 2017 war sie gemeinsam mit Markus Högner Assistenztrainerin von Steffi Jones bei der deutschen Fußballnationalmannschaft der Frauen. Ab April 2017 war sie Trainerin der Frauenmannschaft des Bundesligavereins Bayer 04 Leverkusen. Zum Ende der Saison 2018/19 verließ sie Leverkusen wieder und wechselte zum Fußball-Verband Mittelrhein.

## Privat
Hagedorn hat an der Deutschen Sporthochschule Köln Sportwissenschaft studiert. Vom August 2006 bis zum Oktober 2007 war sie Fußballtrainerin an der Eliteschule des Fußballs in Bad Neuenahr-Ahrweiler. Danach wechselte sie zum Fußball-Verband Mittelrhein, wo sie nun als Trainerin der Auswahlmannschaften tätig ist. Mit dem Wechsel zum mittelrheinischen Verband beendete sie ihre aktive Karriere.

## Erfolge
- Europameisterin 2001
- U-18-Europameisterin 2000
- U-19-Europameisterin 2001